# Parque Patricios
Parque Patricios è un barrio della capitale argentina Buenos Aires. 

## Geografia
Sorge nella zona sud della città e confina a nord con San Cristóbal, ad est con Constitución, a sud-est con Barracas, a sud-ovest con Nueva Pompeya e ad ovest con Boedo. Il quartiere è compreso tra le strade Av. Juan de Garay, Av. Entre Ríos, Av. Vélez Sársfield, Av. Amancio Alcorta, Lafayette, Miravé, Lavardén, ferrovia General Belgrano, Cachi, Av. Almafuerte e Sánchez de Loria.

## Storia
Nella seconda metà del XIX secolo la zona ospitava le discariche a cielo aperto dove veniva bruciata la spazzatura prodotta in tutta Buenos Aires. Con la rapida espansione della città nella seconda metà del XIX secolo, la zona occupata dall'odierno quartiere divenne sede di numerose industrie e mattatoi. Nel 1867 aprì i battenti il Mattatoio del Sud. Attorno a questa realtà industriale sorsero le prime abitazioni degli operai. Nel 1871, durante l'epidemia di febbre gialla che sconvolse Buenos Aires, il cimitero del sud, situato dove oggi sorge il parco Florentino Ameghino, dovette essere chiuso a causa della mancanza di ulteriore spazio per seppellire le vittime della malattia. Nel 1896 il governo della città di Buenos Aires incaricò l'architetto francese Charles Thays di progettare sull'area occupata dal Mattatoio del Sud un nuovo grande parco. Il 12 settembre 1902 il municipio di Buenos Aires intitolò la nuova area verde al reggimento de Patricios, distintosi durante le invasioni britanniche del Río de la Plata. 
Dal 2011 il quartiere è servito dalla Linea H del Subte. Nell'ambito di rilancio dei quartieri meridionali, il governo della capitale ha trasferito i suoi uffici amministrativi a Parque Patricios all'interno di un edificio progettato dall'architetto Norman Foster ed inaugurato nel 2015.

## Cultura

### Istruzione

#### Musei
- Museo di Humor Grafico Diógenes Taborda
- Museo di Fotografia Fernando Paillet
- Museo dell'Ospedale Muñiz
- Museo Navale Tomas Espora
- Museo Fondazione Naum Knop
- Complesso dei Musei dell'Istituto Félix Bernasconi (Museo Geografico Juan Teherán e Museo di Scienze Naturali Ángel Gallardo)
- Museo dei Coralli Antichi
- Museo Dr. Giacobino.

## Infrastrutture e trasporti
Parque Patricios è servita da quattro stazioni (Inclán-Mezquita Al Ahmad, Caseros, Parque Patricios e Hospitales) della linea H della metropolitana di Buenos Aires.

## Sport
La principale società sportiva di Parque Patricios è il Club Atlético Huracán, fondato nel 1908 nel limitrofo quartiere di Nueva Pompeya. La squadra di calcio, una delle più importanti d'Argentina disputa le sue partite interne allo stadio Tomás Adolfo Ducó, situato anch'esso dentro i confini del barrio. Altra società sportiva presente a Parque Patricios è il Club Atlético Piraña, fondato nel 1942.

## Galleria d'immagini

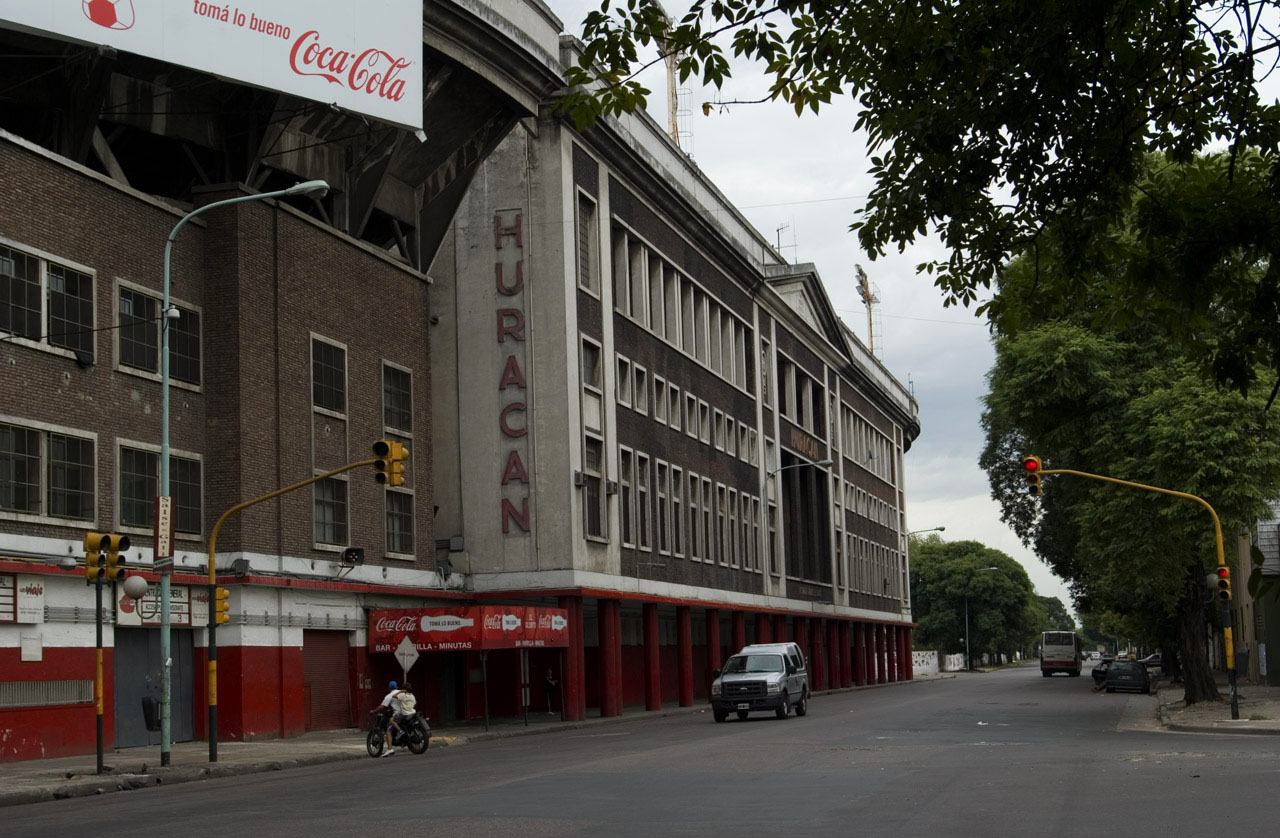
Stadio Tomás Adolfo Ducó
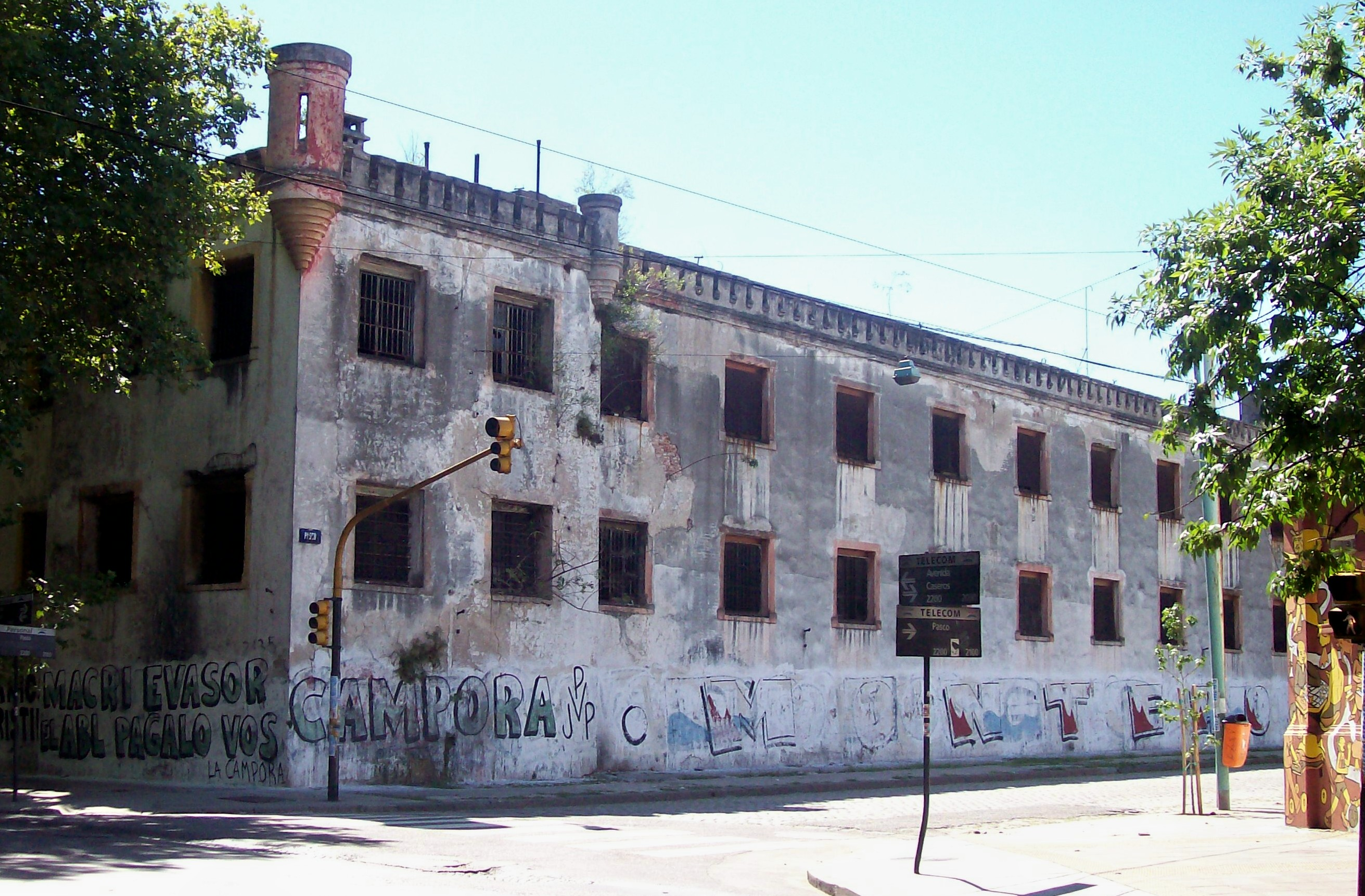
Antico edificio delle Carceri di Caseros
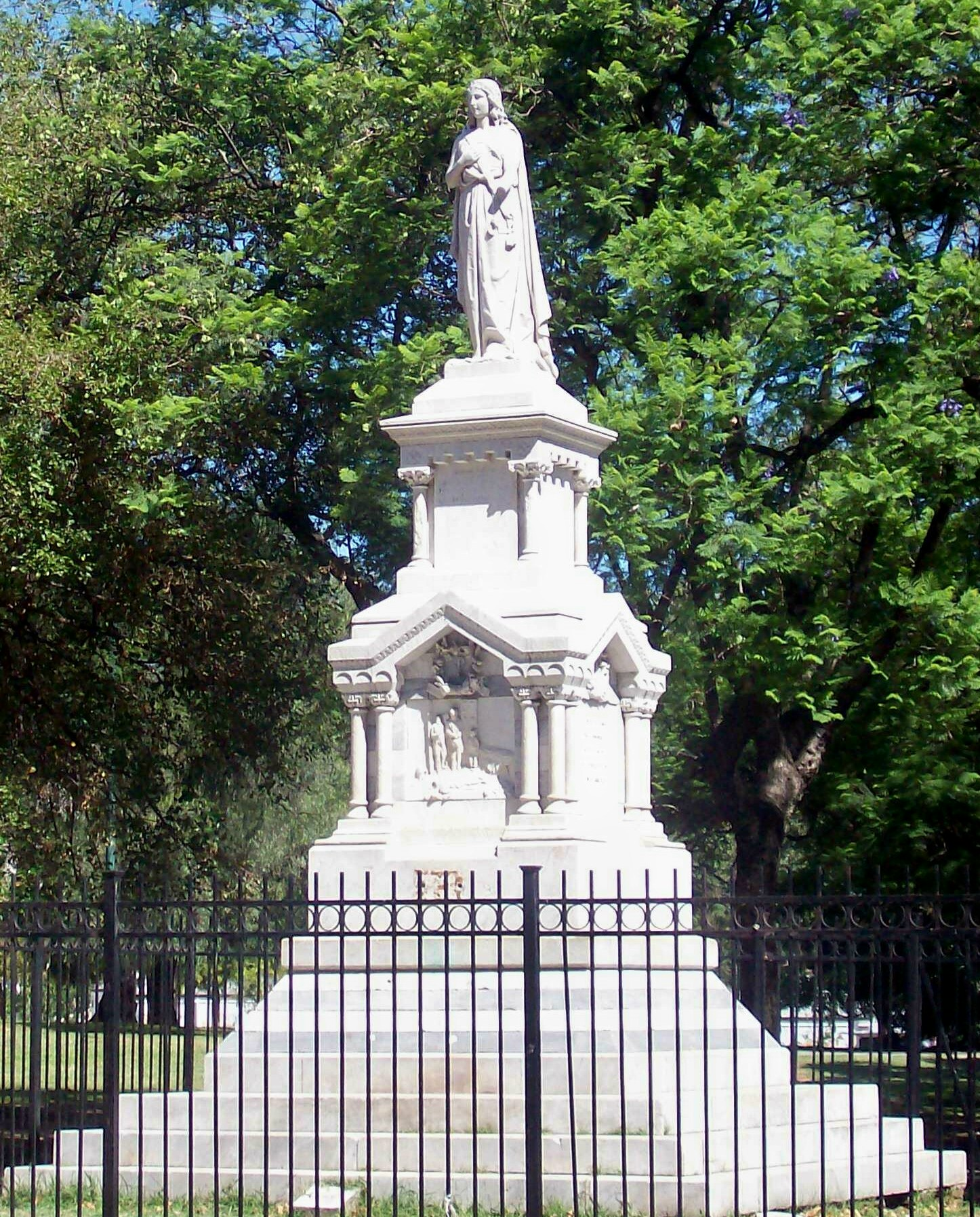
Monumento alle Vittime della febbre gialla del 1871.
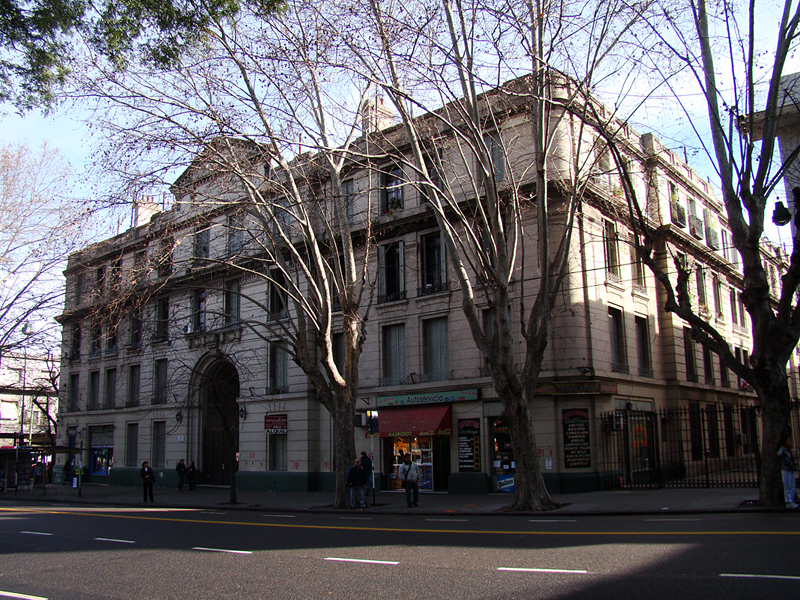
Casa Colletiva